# Les-baux-de-provence
Pour la commune, voir Les Baux-de-Provence.
Un les-baux-de-provence est un vin d'AOC produit sur sept communes autour des Baux-de-Provence, dans le massif des Alpilles, dans les Bouches-du-Rhône.

## Histoire

### Préhistoire et Antiquité
Des traces de vie ont été retrouvées et datées de -6000. La place fut utilisée par les Celtes comme un fort ou un oppidum autour du IIe siècle avant notre ère.
Justin, dans son Abrégé des histoires philippiques (Historiarum Philippicarum, Livre XLIII, chap. IV,1-2), un ouvrage qu'il présente dans sa préface comme un florilège des passages les plus importants et les plus intéressants du volumineux Historiæ phillippicæ et totius mundi origines et terræ situs rédigé par Trogue Pompée à l’époque d’Auguste, explique : « Sous l'influence des Phocéens, les Gaulois adoucirent et quittèrent leur barbarie et apprirent à mener une vie plus douce, à cultiver la terre et à entourer les villes de remparts. Ils s'habituèrent à vivre sous l'empire des lois plutôt que sous celui des armes, à tailler la vigne et à planter l'olivier, et le progrès des hommes et des choses fut si brillant qu'il semblait, non pas que la Grèce eût émigré en Gaule, mais que la Gaule eût passé dans la Grèce ».

### Moyen Âge
Au Moyen Âge, il devint la place forte d'un domaine féodal contrôlant 79 villes et villages des alentours. La forteresse fut construite du XIe au XIIIe siècle, sur une vaste étendue de sept hectares. Les princes de Baux contrôlèrent la Provence pendant de nombreuses années et y gagnèrent une forte réputation. Ils disaient descendre du roi mage Balthazar, ajoutant à leurs armoiries, une étoile d'argent à seize branches, pour rappeler celle qui, selon l'Évangile, guida les trois mages vers Bethléem ; et leur devise était « Au hasard, Balthazar ».
Place-forte médiévale située aux confins du Languedoc, du Comtat Venaissin et de la Provence, la forteresse a connu une histoire militaire mouvementée et fit l'objet de nombreux assauts. Le solide donjon qui domine encore aujourd'hui rappelle l'importance de ce château, objet de toutes les convoitises, lors de l'époque médiévale.
Au XIIe siècle les princes des Baux durent se soumettre à l'issue des guerres baussenques. Le grand château commença à être renommé pour sa cour fortement cultivée et chevaleresque. Le domaine s'éteint finalement au XVe siècle à la mort de la dernière princesse des Baux.

### Période moderne
Les Baux, ainsi que la Provence, sont alors rattachés à la couronne de France sous la férule de la famille Manville. Le village devint un centre du protestantisme et tenta même une révolte contre la couronne ce qui amena, en 1632, le cardinal de Richelieu à ordonner que le château et ses murs soient rasés.

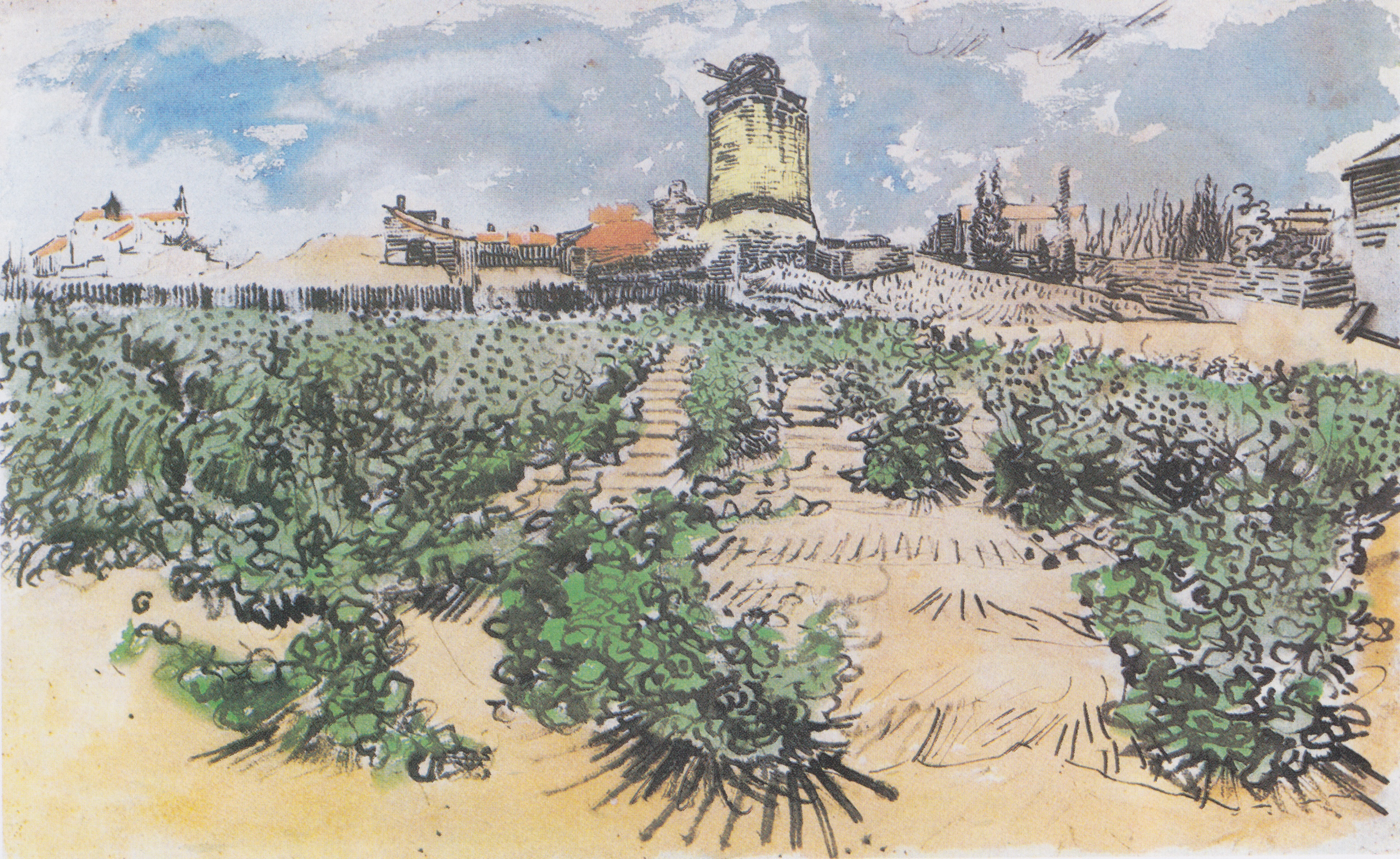
Le moulin de Daudet entouré de vignes
Vincent van Gogh juillet 1888.

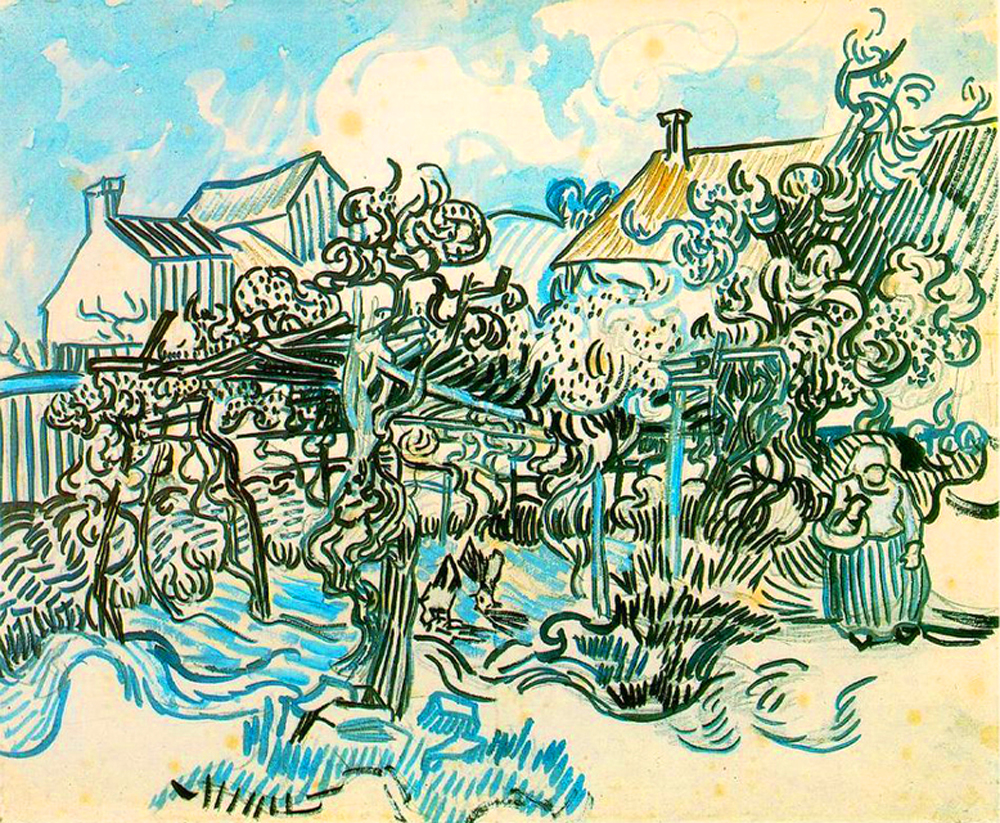
Vieille vigne avec une paysanne
Vincent van Gogh mai 1890

En 1642, la ville fut offerte à la famille Grimaldi en tant que marquisat. Le titre de marquis des Baux leur est d'ailleurs encore rattaché. Administrativement, la ville est entièrement française et le titre de marquis des Baux est traditionnellement donné à l'héritier du trône monégasque. L'actuel prince de Monaco, Albert II, porte parmi ses nombreux titres celui de marquis des Baux.

### Période contemporaine
À partir des années 1830, la vigne est en pleine expansion dans le massif des Alpilles, alors qu'on ne la trouve guère auparavant. Mais l'épidémie de phylloxéra de 1871 provoque la perte des deux tiers des pieds. La recolonisation est lente mais régulière.
C'est un arrêté du 23 janvier 1956 qui définit le VDQS « coteaux-des-baux-de-provence ». Il est suivi par un second décret daté du 24 décembre 1985 permettant l’utilisation de la dénomination générique « Les Baux de Provence » reconnaissant l’identité spécifique de la région des Baux-de-Provence. Le décret du 20 avril 1995 reconnait l'appellation les-baux-de-provence.
Le dernier tiers du XXe siècle constate une régression de 50 % sur 30 ans de la surface plantée en vignes dans les Alpilles. Vers l'année 2000, seuls 5 % de la surface agricole utile des Alpilles sont consacrés à la culture de la vigne. Celle-ci est désormais quasi absente du versant nord où on ne la trouve guère plus qu'aux alentours du « canal des Alpines » (commune d'Orgon). Les pentes sud du massif sont en revanche davantage colonisées, notamment à Mouriès et dans le plaine des Baux-de-Provence. Le cahier des charges de l’appellation a été modifié en octobre 2024.

## Situation géographique

### Orographie
Situé au nord-ouest d’Aix-en-Provence, ce vignoble occupe les piémonts nord et sud des Alpilles, culminant à 400 m d’altitude et s’allongeant sur une trentaine de kilomètres d’est en ouest.

### Géologie
Le massif des Alpilles se caractérise par la présence homogène du Crétacé supérieur et du Miocène. Les épandages de pente et colluvions sont caractéristiques de la région. Ils sont très caillouteux ; on les trouve sous forme de glacis, cônes de déjection, éboulis ou grèzes lithées. Ces dépôts caillouteux d’origine cryoclastique (würmiens ou postwürmiens) sont très caractéristiques de cette région.

### Climatologie
Le climat aux Baux-deProvence, comme dans les Alpilles, est considéré comme méditerranéen. Les hivers y sont doux et secs et les étés chauds et secs. La température moyenne maximale est observée en juillet et août (+29 °C), la température moyenne minimale en décembre et janvier (+3 °C). Le mois le plus pluvieux est janvier avec 7 jours de pluie en moyenne, contre 2 jours en juillet. La région des Alpilles reçoit davantage de précipitations que le littoral de la Méditerranée : 500 mm/an en Camargue contre 600 à 700 mm/an aux Baux.
Les grandes gelées sont très rares, alors qu'elles étaient plus fréquentes au XIXe siècle, comme en témoignent les nombreux gels du Rhône, quasiment inconnus depuis le siècle dernier.

#### Le mistral
Le mistral y souffle violemment du nord ou du nord-ouest, particulièrement en hiver et au printemps. Les Alpilles dévient le vent, mais le vent souffle aux Baux pratiquement aussi fort que dans le nord de la chaîne. Le mistral souffle fortement 100 jours par an en moyenne et faiblement 83 jours, ce qui ne laisse que 182 jours sans vent par an.
On distingue deux types de mistral : le « mistral blanc », qui dégage le ciel en totalité et accentue la luminosité, et le « mistral noir », plus rare, qui est accompagné de pluie.

#### Données météorologiques
| Mois                              | jan. | fév. | mars | avril | mai  | juin | jui. | août | sep. | oct. | nov. | déc. | année |
| --------------------------------- | ---- | ---- | ---- | ----- | ---- | ---- | ---- | ---- | ---- | ---- | ---- | ---- | ----- |
| Température minimale moyenne (°C) | 1,1  | 2,1  | 3,9  | 6,6   | 9,9  | 13,6 | 16,2 | 15,7 | 13,2 | 9,5  | 4,9  | 1,9  | 8,2   |
| Température moyenne (°C)          | 5,7  | 7    | 9,2  | 12    | 15,7 | 19,5 | 22,5 | 21,9 | 19   | 14,8 | 9,5  | 6,3  | 13,6  |
| Température maximale moyenne (°C) | 10,3 | 11,8 | 14,5 | 17,5  | 21,6 | 25,5 | 28,8 | 28,1 | 24,8 | 20,1 | 14,1 | 10,8 | 19    |
| Précipitations (mm)               | 49,7 | 56,7 | 47,5 | 52,7  | 46,9 | 32,2 | 18,9 | 36,7 | 50,3 | 88,6 | 59,3 | 54,1 | 593,8 |
| Humidité relative (%)             | 75   | 73   | 68   | 67    | 67   | 65   | 61   | 64   | 72   | 76   | 77   | 77   | 70    |

## Vignoble

### Présentation
L’aire de production couvre le territoire de sept communes : Les Baux-de-Provence, Eygalières, Fontvieille, Mouriès, le Paradou, Saint-Étienne-du-Grès et Saint-Rémy-de-Provence.

### Encépagement
Vins rouges
- cépages principaux : grenache, mourvèdre, syrah, avec 60 % minimum et deux cépages au moins obligatoires dans l'assemblage.
- cépages secondaires : cinsault, counoise, carignan N, limités à 30 % et cabernet sauvignon, limité à 20 % de l'encépagement[9].

Vins rosés
- cépages principaux : grenache, syrah, cinsault (60 % minimum).
- cépages secondaires : mourvèdre, carignan, counoise, limités à 30 %, et cabernet sauvignon à 10 %.

### Méthodes culturales
Le vignoble a une densité de plantation de 4 000 pieds/ha. Les vignes sont conduites en taille courte, gobelet ou cordon de royat, avec un maximum de six coursons à un ou deux yeux par souche.

### Terroir et vins

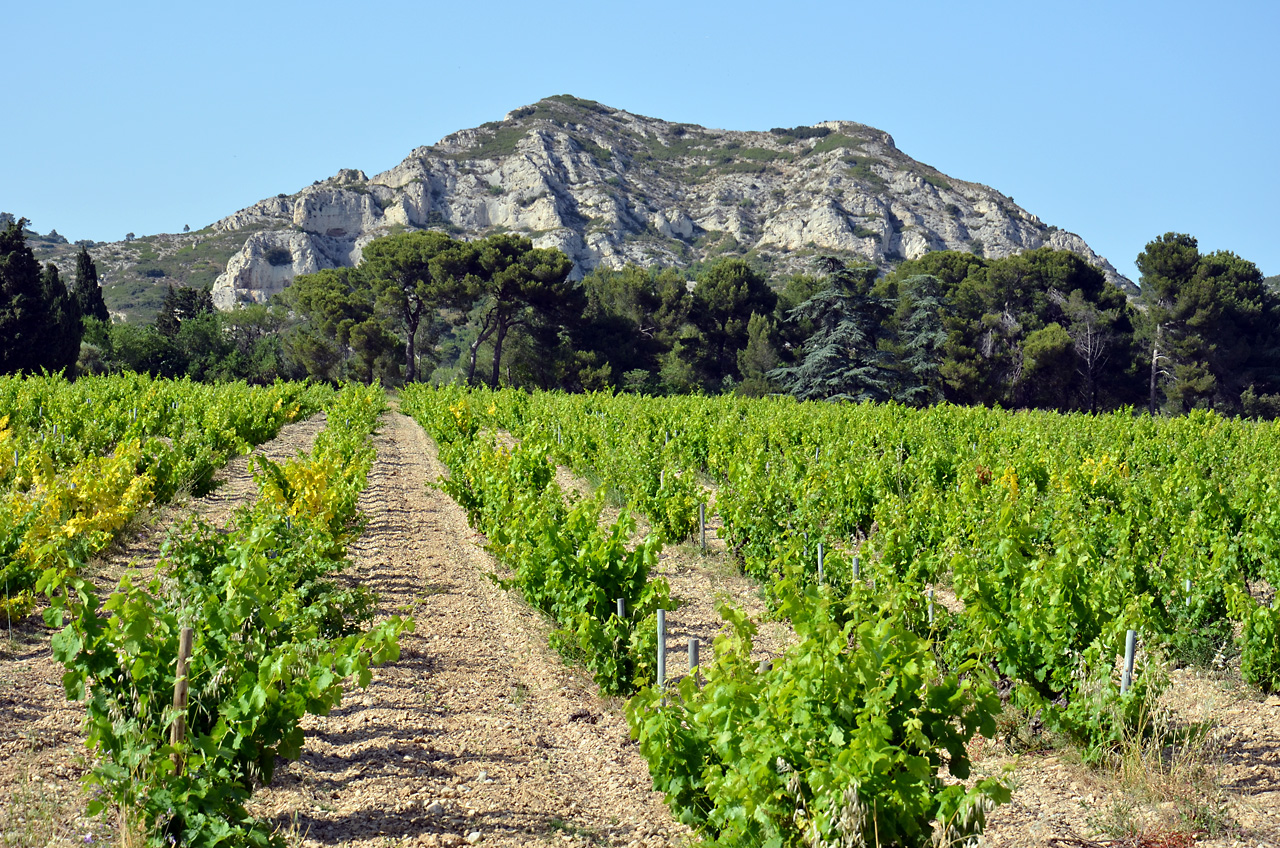
Vignoble au pied des Alpilles
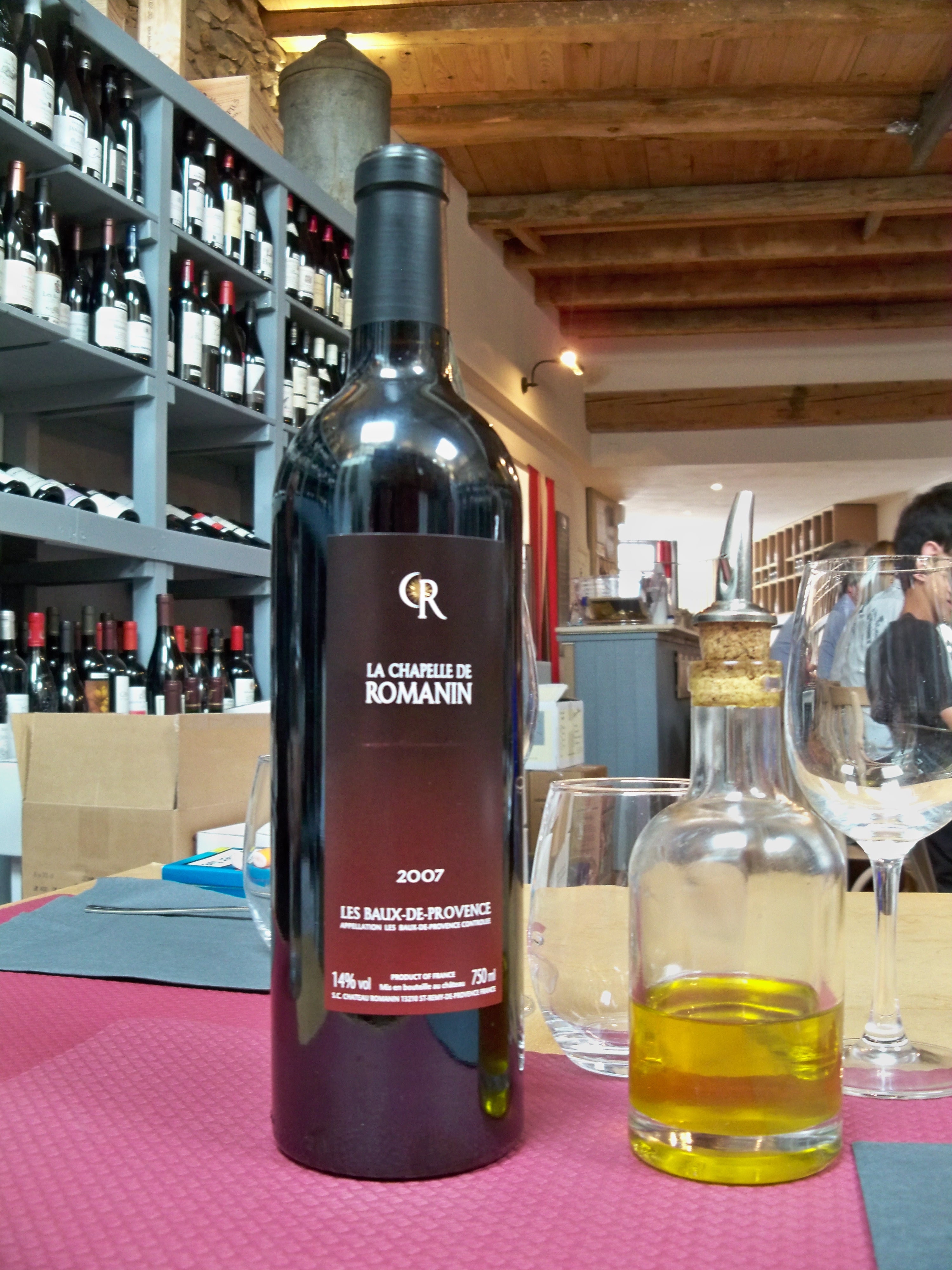
AOC Les-baux-de-provence, Chapelle de Romanin
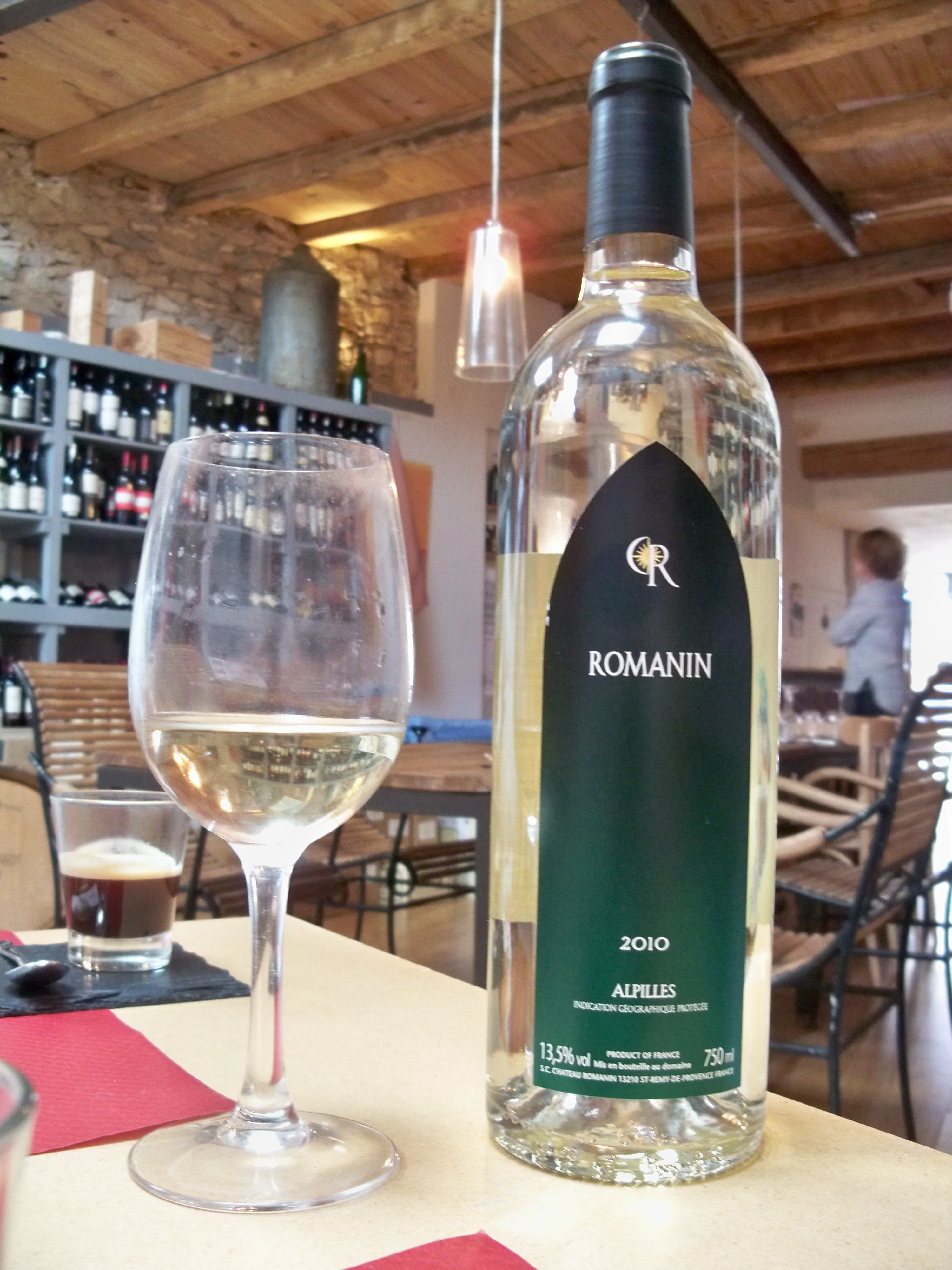
AOC Les-baux-de-provence, Château Romanin
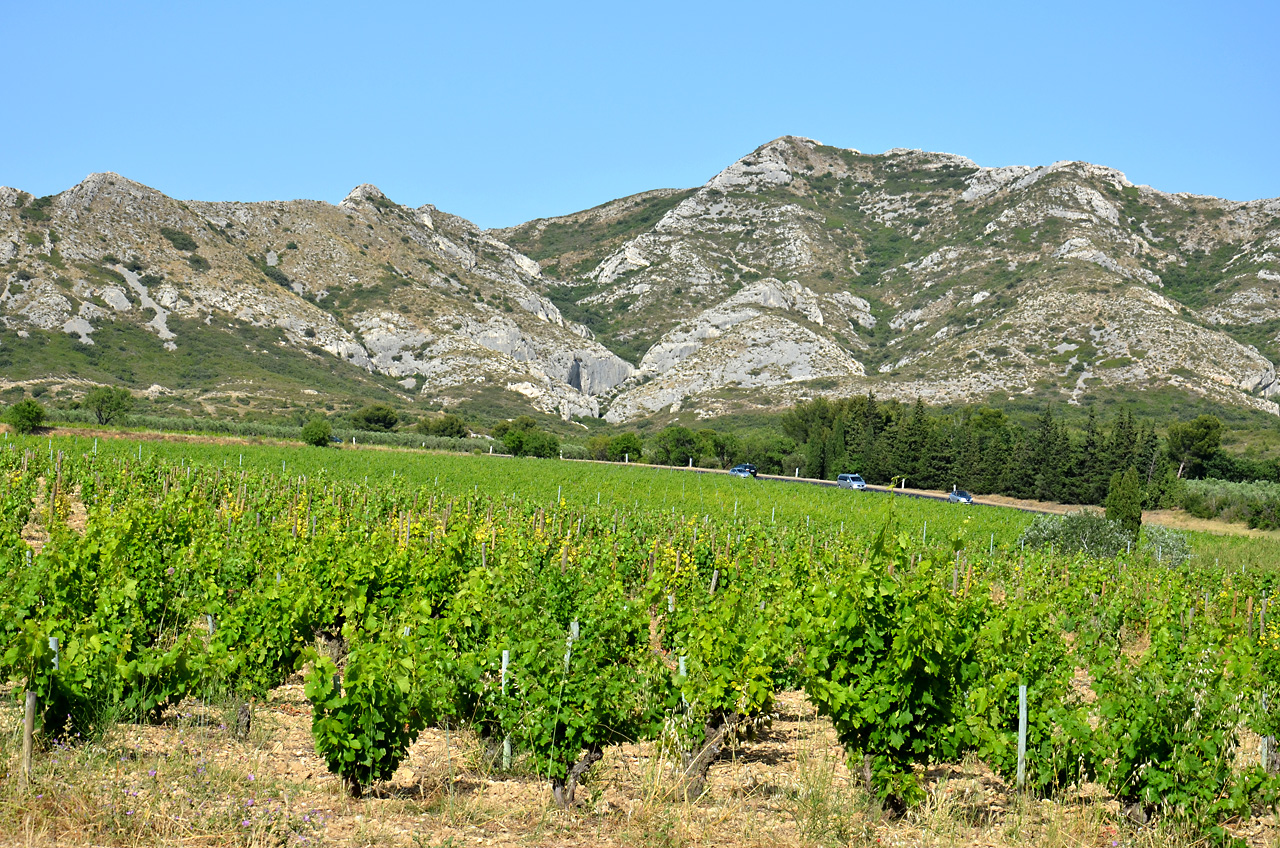
Vignoble près des Baux-de-Provence

Les vins rouges sont charnus, robustes, charpentés avec une bonne réserve tannique anoblie pour l’élevage ; notes végétales (romarin, tabac) évoluant vers des notes de fruits noirs ou animales (ambre, gibier). Les vins rouges doivent faire l’objet d’un élevage minimum de douze mois. Les vins rosés sont généralement structurés et rustiques avec des caractères fruités, floraux ou empyreumatiques.

### Type de vins et gastronomie

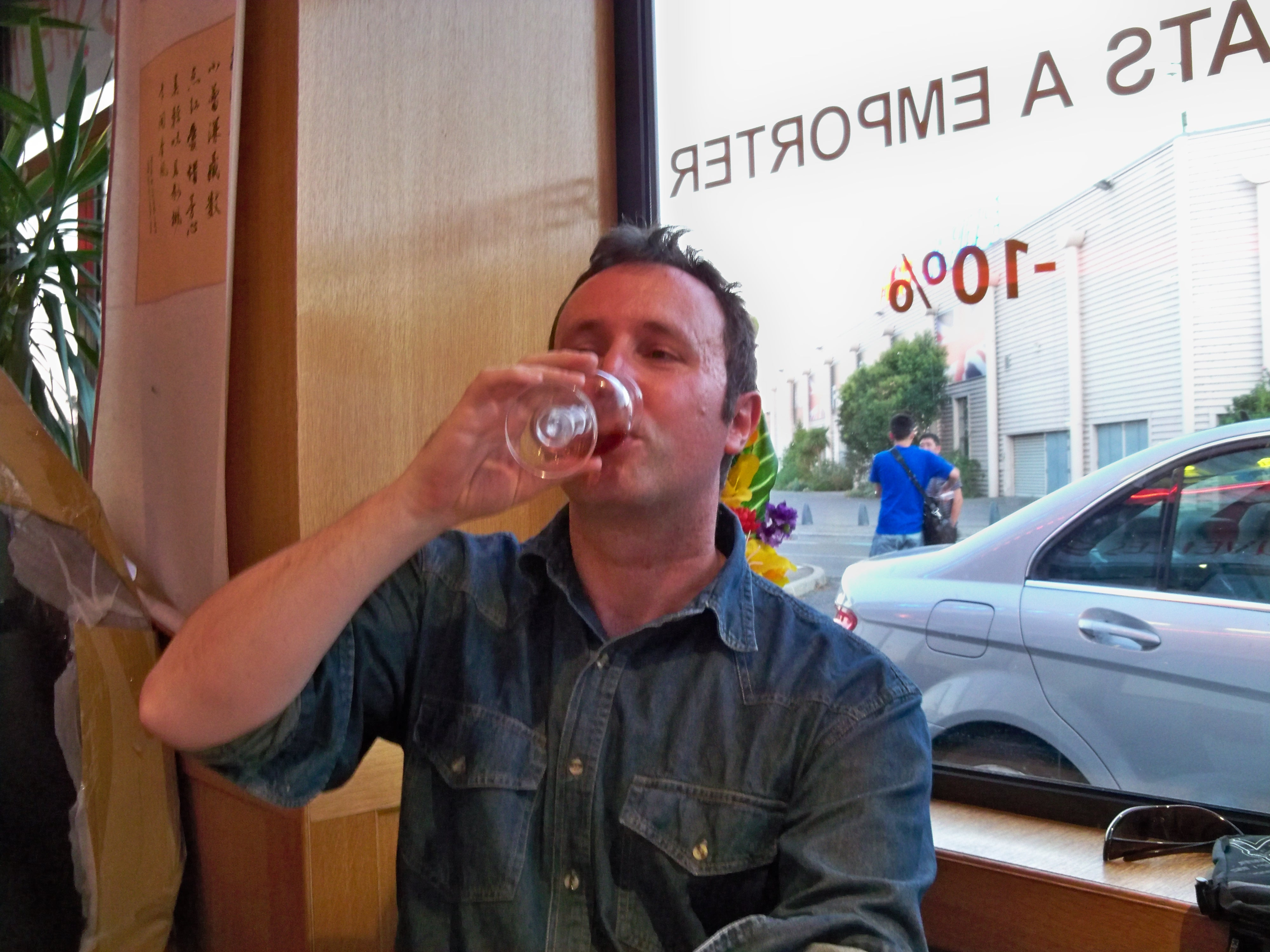
AOC les-baux-de-provence rosé

Les rouges des Baux accompagnent le gigot d'agneau en croûte. On peut marier le rosé avec un tian d'aubergines confites.

### Commercialisation
Chaque année, à Saint-Rémy-de-Provence, les coteaux-des-baux accueillent des vins venus de toute la France le dernier week-end de juillet.
Liste de producteurs
- Château d’Estoublon
- Château Romanin
- Domaine Dalmeran
- Domaine De Métifiot
- Domaine de la Vallongue
- Domaine des Terres Blanches
- Domaine de Lauzières
- Domaine Hauvette
- L’Affectif
- Mas Sainte-Berthe
- Mas de Gourgonnier
- Mas de la Dame